# Lejb Kwitko
Lejb Kwitko (jid. ‏לייב קוויטקאָ‎; ros. Лев Моисеевич Квитко, Lew Moisiejewicz Kwitko; ur. 1893 (?) w Oleskowie, zm. 12 sierpnia 1952 w Moskwie) – żydowski poeta piszący w języku jidysz.

## Życiorys
We wczesnym dzieciństwie został sierotą, był zmuszony do pracy od dziesiątego roku życia parając się pracą szewca i bagażowego. Debiutował jako poeta w 1917 roku. Angażował się w działania Ligi Kultury Żydowskiej (Liga Kultury Proletariackiej). 
Od 1921 roku mieszkał w Berlinie. Do Kijowa wrócił w 1925 jako zdeklarowany komunista. Później mieszkał w Charkowie, a od 1936 roku w Moskwie. W 1937 jeden ze swoich tomików dedykował Józefowi Stalinowi. W swoich utworach często używał satyry.
Aresztowany w 1949 podczas akcji wymierzonej w żydowskich intelektualistów i działaczy Żydowskiego Komitetu Antyfaszystowskiego.
W 1952 (wraz z poetami Icykiem Feferem, Dowidem Hofsztejnem, Perecem Markiszem, pisarzem Dawidem Bergelsonem oraz aktorem Wieniaminem Zuskinem) został oskarżony o działalność wywiadowczą na rzecz krajów zachodnich, propagandę antysowiecką i żydowski nacjonalizm. Został skazany na śmierć, a wyrok wykonano na Łubiance 12 sierpnia 1952. W roku 1954 został zrehabilitowany.

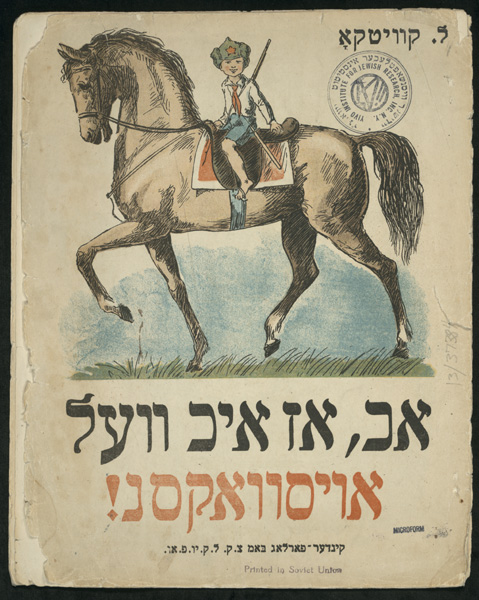
Okładka książki dla dzieci L. Kwitki pt. Ach, az ich wel ojswaksn!

## Twórczość
Lejb Kwitko opublikował m.in.:
- 1919: jid. ‏טריט‎ Trit (Kroki)
- 1921: jid. ‏גרין גראָז‎ Grin groz (Świeża ruń)
- 1923: 1919
- 1935: jid. ‏לידער און פּאָעמעס‎ Lider un poemes (Wiersze i poematy)
- 1937: jid. ‏געזאַמלטע לידער‎ Gezamlte lider (Wiersze zebrane)
- 1941: jid. ‏יונגע יאָרן‎ Junge jorn (Młode lata)

Pisał także liczne wiersze dla dzieci.